# Macraspis laevicollis
Macraspis laevicollis är en skalbaggsart som beskrevs av Waterhouse 1881. Macraspis laevicollis ingår i släktet Macraspis och familjen Rutelidae. Inga underarter finns listade i Catalogue of Life.